# Амфістилія
Амфістилія — подвійне малорухливе з'єднання піднебінноквадратного хряща (первинної верхньої щелепи) з черепом у найдавніших акул, кісткових ганоїдів, багатоперих і кистеперих риб.
Амфістилія здійснюється за допомогою спеціального одного або двох відростків цього хряща і гіомандібулярного елемента під'язикової дуги, що виконує функцію підвіски.
Амфістилія виникла з протостилії у зв'язку з необхідністю зміцнення щелепного суглоба.